# Amunia de San Millán
Santa Amunia de San Millán foi uma eremita beneditina, da atual província de La Rioja, no norte da Espanha. Tornou-se eremita após a morte do marido, seguindo a filha, Santa Áurea, que também era eremita.  Ambos os santos passaram suas vidas contemplativas no Mosteiro de San Millán de la Cogolla em La Rioja.  O dia da festa de Amunia é 11 de março. 